# Komiks Gigant
Komiks Gigant – czasopismo z disnejowskimi komiksami wydawane w latach 1992-2000. Bohaterami komiksów są m.in. Kaczor Donald i Myszka Miki. Pismo to było kierowane do odbiorców poniżej 18 roku życia. Po zebraniu całej serii z grzbietów komiksów układał się obrazek. W 2001 roku pismo zmieniło nazwę na Gigant Poleca.
Pierwszy tom "Gigant Poleca" był także ostatnim tomem serii "Komiks Gigant" – wydawca nie chciał gwałtownie podnosić ceny (wprowadzono wtedy podatek VAT na czasopisma), więc po wydrukowaniu kolejnego Giganta przyklejono na logo serii naklejkę z nowym tytułem, oraz zaklejono stary kod nowym – od tego momentu, z punktu widzenia prawa, był już książką.

## Przegląd wydań
| Rok wydania  | Seria        | Wydane tomy  | Data wydania    | Data wydania     |
| Rok wydania  | Seria        | Wydane tomy  | Pierwszy tomik  | Ostatni tomik    |
| Seria Główna | Seria Główna | Seria Główna | Seria Główna    | Seria Główna     |
| ------------ | ------------ | ------------ | --------------- | ---------------- |
| 1992         | 1            | 1-2 (2)      | 1992            | 1992             |
| 1993         | 1            | 3-8 (6)      | 1993            | 1993             |
| 1994         | 1            | 9-10 (2)     | 1994            | 1994             |
| 1996         | 2            | 11 (1)       | 23 grudnia 1996 | 23 grudnia 1996  |
| 1997         | 2            | 12-16 (5)    | 1 marca 1997    | 2 listopada 1997 |
| 1998         | 3            | 17-28 (12)   | 2 stycznia 1998 | Grudzień 1998    |
| 1999         | 4            | 29-40 (12)   | Styczeń 1999    | Grudzień 1999    |
| 2000         | 5            | 41-52 (12)   | Styczeń 2000    | 1 grudnia 2000   |

## Seria 1
Seria ta została wydana w latach 1992-1994. Po zebraniu całej serii z boków tomów tworzył się obrazek z Plutem, który patrzy na motyla na czerwonym tle. Litery Komiksu Gigant loga serii pierwszej zostały wydrukowane w kolorze zielonym na żółtym tle otoczone czerwoną ramką.
| Numer | Tytuł                            | Streszczenie tytułowej historyjki |
| ----- | -------------------------------- | --- |
| 1     | Tajemniczy nektar                | Siostrzeńcy przez teleskop odkrywają asteroidę, na której jest pełno złota. Sknerus postanawia tam wyruszyć, by wydobywać cenny kruszec. W drodze na miejsce kaczki wpadają jednak w burzę magnetyczną.                                                                                             |
| 2     | Bilet numer 1                    | Kaczki wyjeżdżają w poszukiwaniu cennego biletu nr 1 do Disneylandu we Francji. Śledzą ich Granit Forsant razem z Braćmi Be. Podczas podróży napotykają wiele niespodzianek – nie zawsze miłych. |
| 3     | Tajemnica dwóch cywilizacji      | Donald wraz z Siostrzeńcami odkrywa, że na dwóch równoległych półkulach Ziemi istniały dwa identyczne plemiona. Postanawiają wyruszyć do ich dawnych miejsc zamieszkiwania, by rozwiązać zagadkę sposobu transportu.                                                                                |
| 4     | Prehistoryczny szpieg            | Czasy prehistoryczne. Donald zostaje wysłany na poszukiwanie ognia. Niestety, ogień posiadają tylko Bracia Be, którzy zachowują go tylko dla siebie. Kaczor przebiera się więc za szamana i odkrywa źródło żywiołu – smoka.                                                                         |
| 5     | Nieprawdopodobna podróż          | Diodak, Sknerus i Donald przenoszą się do wnętrza monety. Napotykają tam tubylców, którymi rządzi księżniczka, otumaniona przez wrogiego dyktatora. Przyłączają się więc do ruchu oporu, którym dowodzi ojciec władczyni.                                                                           |
| 6     | Berło czasu                      | W innym wymiarze zły Hrabia Mrożonek chce zapanować nad Berłem Czasu i utworzyć piątą porę roku. Miki i Goofy, którzy przypadkowo znaleźli się w owym świecie, zbierają armię i próbują udaremnić jego plan.                                                                                        |
| 7     | Nowa przyjaciółka                | Sknerus zostaje oszukany – zamiast upragnionego złota, dostaje złoty pył i oceaniczną wyspę. Z kaczora wydobywają się ciemne chmury, które przysłaniają Kaczogród. By pozbyć się oparów, kaczor postanawia obsypać pyłem wyspę.                                                                     |
| 8     | Wakacje w kosmosie               | Donald, Dziobas i Goguś znudzeni nudnym miejskim życiem postanawiają spędzić urlop w kosmosie. Lądują na planecie, na której po uszy zakochują się w pięknych księżniczkach. By zdobyć ich serca, muszą zdobyć niezwykłego stwora.                                                                  |
| 9     | Skarb na pustyni                 | Donald, siostrzeńcy i Sknerus McKwacz kryją oszczędności Sknerusa pod ziemią, gdzie Bracia Be i naukowcy je odnajdują. |
| 10    | W poszukiwaniu eliksiru młodości | Podczas budowy opery Gladiusz odnajduje kawałki starego dzbana. Okazuje się, że należał niegdyś do Kalpesta Deskulapa, alchemika, który ponoć wytworzył eliksir młodości. Kaczory wybierają się więc do jego potomka, Juniora, by zdobyć pamiętnik alchemika, gdzie zapisany jest dokładny przepis. |

## Seria 2
Komiksy z tej serii nie posiadały tytułów. Wydano sześć tomów. Seria ta została wydana w latach 1996-1997. Po zebraniu całej kompletu komiksów z boków tomów tworzył się obrazek, przedstawiający Kaczora Donalda czytającego gazetę, a za nim siostrzeńców zamkniętych w klatce dla papugi. Logo serii drugiej było drukowane w kolorze czerwonym na żółtym tle otoczone zieloną ramką.

## Seria 3
Seria ta została wydana w 1998 roku. Po zebraniu całej kolekcji z boków tomów tworzyła się ilustracja, przedstawiająca Donalda i jego siostrzeńców podczas drogi na ryby. Logo serii trzeciej było drukowane w kolorze czerwonym na żółtym tle otoczone niebieską ramką.
| Numer | Tytuł                          | Streszczenie tytułowej historyjki |
| ----- | ------------------------------ | --- |
| 1     | Miłość niejedno ma imię        | Dziobas podkochuje w pewnej urodziwej kaczce, niestety, nie ma odwagi się jej oświadczyć. Postanawia przebrać Donalda za siebie samego, by ten zdobył serce jego wybranki. |
| 2     | Indiana Dżems i świątynia małp | Donald zostaje wzięty za słynnego podróżnika, Indianę Dżemsa. Wraz z grupą turystów udaje się do afrykańskiej świątyni małp, gdzie zostają uprowadzeni przez małpy. Donald musi wyciągnąć siebie i innych ze śmiertelnego zagrożenia.                                                                            |
| 3     | Złoto dla bardzo zuchwałych    | Sknerus kupuje Góry Kwękliwe, pod którymi znajdują się złoża szmirexu. Gdy prasa podaje wiadomość o zakupie, do McKwacza zgłasza się mężczyzna, który twierdzi, że zaprowadzi Sknerusa do ukrytego w skale złota.                                                                                                |
| 4     | Kaczki na wizji                | Dziobas zakłada własną telewizję i zatrudnia pracowników – prezentera Donalda, sprzątaczkę-manikiurzystkę oraz grajka, Wesołego Romka. Pierwsze audycje kończą się fatalnie. |
| 5     | Mleka i igrzysk                | Starożytna Grecja. Władca Kaczopolis, Sknerus, aby nie płacić kosmicznych sum pieniędzy zwycięzcy Olimpiady, wysyła na nią krewnego nieudacznika Donalda. Ten, wraz ze swoimi siostrzeńcami, odkrywa tam spisek.                                                                                                 |
| 6     | Łowca cyborgów                 | Szalony profesor Elektron demaskuje Superkwęka i w jego miejsce podstawia cyborga, który staje się złodziejem. Donald, nie pamiętający o swojej podwójnej tożsamości, jest zadziwiony postępowaniami swojego przyjaciela.                                                                                        |
| 7     | Bezsenność w Kaczogrodzie      | Kaczogród ogarnia fala bezsenności. Donald, kuszony pokaźną sumą pieniędzy, postanawia rozwiązać zagadkę. W międzyczasie pisze powieść i zapoznaje się ze swoim nowym sąsiadem – niespełnionym naukowcem, który za wszelką cenę chce zemścić się na Kaczogrodzie.                                                |
| 8     | Uprowadzenie kaczki            | Koniec XIX wieku. Słynny detektyw Goguś zbiera triumfy, chociaż całą harówkę odwala jego pomocnik, Donald Kwakson. Pewnego dnia do Gogusia zgłasza się Kwakerfeller, który informuje go o porwaniu jego siostrzenicy. Zaczyna się kolejne śledztwo, tym razem jednak Donald i Goguś działają na własny rachunek. |
| 9     | W księżycową jasną noc         | Miki i Minnie lądują w zaklętym mieście Szuruburu, które pojawia się raz na 1000 lat. Jeżeli Miki nie uwolni narzeczonej z rąk władcy, myszka będzie musiała żyć jako jedna z jego żon przez okres do następnego pojawienia się miasta.                                                                          |
| 10    | Siedem kaczych plag            | Donald uwalnia siedem demonów. Musi je złapać w ciągu 7 dni, bo inaczej zniknie. Poszukiwania, choć początkowo udane, z czasem zaczynają być coraz trudniejsze. |
| 11    | Planeta skarbów                | Donald, Sknerus i Diodak poszukują w kosmosie złota. Na jednej z planet kosmici porywają Diodaka, lecz Sknerus nie wierzy relacji Donalda, który widział zdarzenie. Do czasu, kiedy porwaniu ulegnie sam Sknerus.                                                                                                |
| 12    | Stary mamut mocno śpi          | Gęgul i Donald wyruszają na poszukiwanie skarbu na Syberii. Natrafiają tam na oszołomionego poszukiwacza oraz groźną Królową Lodu, która wraz ze swoją armią, terroryzuje okoliczne tereny. |

## Seria 4
Seria została wydana w 1999 roku. Po zebraniu wszystkich książek z boków tomików tworzył się obrazek przedstawiający Mikiego, który pokazuje jeża Plutowi na czerwonym tle, oraz napis "Gigantomania". Logo serii czwartej było drukowane w kolorze niebieskim na żółtym tle otoczone czerwoną ramką.
| Numer | Tytuł                      | Streszczenie tytułowej historyjki |
| ----- | -------------------------- | --- |
| 1     | Między nami artystami      | Donald postanawia wziąć udział w wielkim festiwalu na najgłupszy (i rzekomo najbardziej artystyczny) wyczyn, by popisać się przed Daisy i zdobyć stypendium od Sknerusa. Na miejscu natrafia na godnego siebie przeciwnika, Payatza, który potrafi udać się do kradzieży, by wygrać festiwal. |
| 2     | Wielkie białe szaleństwo   | Goguś rywalizuje z Kaczorem Donaldem o spędzenie weekendu w górach z Daisy w Pokopanem. Na miejscu zostanie ten, który będzie szybszy w organizowanym wyścigu. |
| 3     | Wudu kontratakuje          | Pewnemu Wudu udaje się przeteleportować przedmioty z Kaczogrodu – w tym dziesięciocentówkę Sknerusa, Wolframika i różdżkę Magiki. Chce uzyskać z nich niespotykaną dotąd moc. Kaczki udają się na jego wyspę, by odzyskać najcenniejsze dla nich rzeczy.                                      |
| 4     | Rekiny reklamy             | Sknerus, właściciel agencji reklamowej Kant-Gigant, dostaje zlecenie warte 30 mln dolarów. Do wykonania filmiku klient zatrudnia... Donalda i Dziobasa. |
| 5     | Krótkie spięcie            | Superkwęk znajduje godnego siebie przeciwnika, który moc ciosu w niego zwraca przeciwnikowi z podwójną siłą. Diodak i kaczor-heros postanawiają włożyć w niego całą energię zapory wodnej. |
| 6     | Folwark zwierząt           | Dziobas zakłada hotel dla zwierząt i w opiekę nad nimi wrabia Donalda. Podczas nocnej burzy kaczor przeżywa prawdziwy dramat. |
| 7     | Dobry, zły i pokąsany      | Diodaka ugryzł komar żółciowy z Kwamazonii, przez co jest niemiły oraz samolubny. Jedynym lekiem na tę dolegliwość jest ugryzienie przez innego komara, żyjącego a Afryce. Wycieczka na inny kontynent nie podoba się żadnemu kaczorowi, ale jest to konieczność...                           |
| 8     | Tajnos Kaczoros            | Sknerusa chce obrabować złodziej bardzo podobny do Donalda, o imieniu Harold. McKwacz postanawia więc, że Donald się za niego przebierze i przyłapie resztę szajki. Niespodziewanie Harold ucieka z więzienia i chce zdemaskować Donalda.                                                     |
| 9     | Wszyscy na jednego         | Klub kaczogrodzkich złodziei chce zemścić się na Superkwęku. Kaczor i bandyci stają do wyścigu zbrojeń – Superkwękowi pomaga Diodak, a złodziejom sztab specjalistów. Podczas batalii wszyscy tracą fundusze na nowe bronie, Superkwęk postanawia więc zastosować broń psychologiczną.        |
| 10    | Kosmiczne wrota            | Kosmici próbują zaatakować Ziemię, kontrolując umysł Donalda za pomocą niezwykłej kuli. Nieświadomy niczego kaczor, buduje kosmiczne wrota, dzięki którym najeźdźcy dostaną się na planetę.                                                                                                   |
| 11    | Mroźne widmo               | Donald z siostrzeńcami usiłują odkryć, kto terroryzuje starą bazę Sknerusa na Biegunie. Podczas pobytu na miejscu, swoją obecność zaznaczają tajemniczy mieszkańcy podziemi. |
| 12    | Czarny piątek złotej wyspy | Sknerus dowiaduje się o złotej wyspie, która ujawnia się trzy razy, w piątki, co kilkaset lat oraz usiłuje pozyskać z niej cenny kruszec. Niestety, podczas ostatniego piątku wyspa niespodziewanie nie pokazuje się...                                                                       |

## Seria 5
Seria została wydana w 2000 roku. Z boków tomików tworzyła się ilustracja, przedstawiająca Donalda, pompującego rybę na konkurs wędkarski, oraz napis "Kacze komiksy". Logo serii piątej było drukowane w kolorze czerwonym na białym tle otoczone niebieską ramką.
| Numer | Tytuł                     | Streszczenie tytułowej historyjki |
| ----- | ------------------------- | --- |
| 1     | Przez trud do gwiazd      | Miki odziedzicza rękopisy swojego przodka Mika De Myszos, w których opisuje niezwykłą przygodę swojego życia. Otóż De Myszos wpadł na trop rozwiązania tajemnicy dziwnej rzeźby skalnej Majów, na której rzekomo przedstawiony jest kosmita. |
| 2     | Żarłok nienażarty         | Magika próbuje po raz kolejny odebrać Sknerusowi szczęśliwą dziesięciocentówkę – udając Babcię Kaczkę, chce zmusić go do zjedzenia magicznego tortu, który sprawi, że McKwacz będzie wykonywał wszystkie jej polecenia.                      |
| 3     | Podróż do źródeł          | Sknerus, Donald i Diodak trafiają do starożytnego Egiptu. Podczas ich pobytu, przeziębiony McKwacz okrzyknięty zostaje Wielkim Kicharzem, przeżywają także inwazję kosmitów.                                                                 |
| 4     | Kamienie Kahuna           | Sknerus kupuje kamienie do ogródków, które, jak się okazuje, mają w sobie niepożądaną moc magiczną – właścicielom przynoszą pecha. Kaczory wybierają się więc na kwawajską wyspę K'Waku, by zwrócić zaklęte kamienie tamtejszej bogini.      |
| 5     | Gwiazdą być               | Donald z siostrzeńcami tworzą dla Sknerusa komputerowo film z kaczorem w roli głównej. Donald staje się znaną gwiazdą filmową. |
| 6     | Amatorzy                  | Donald i profesor Kwaczyński wybierają się do Amazonii, by tam nakręcić film dokumentalny dla Sknerusa. Podczas pobytu, natrafiają na plan superprodukcji filmowej Sknerusa, a zdjęcia z planu sprzedają Kwakerfellerowi.                    |
| 7     | Kosmici kontra biurokraci | Donald z siostrzeńcami i Diodakiem wyruszają w kosmos, by zapobiec unicestwieniu Ziemi w wyniku budowy kosmicznej autostrady. |
| 8     | Sztuka i technika         | Donald wybiera się w szaloną podróż przez cały Kaczogród, by oddać Sknerusowi najnowszy wynalazek Diodaka. Tymczasem Sknerus, będąc na pokazie techniki, koniecznie musi znaleźć najtańszego malarza w mieście. Okazuje się nim Donald.      |
| 9     | Kapelusz szczęścia        | Ponieważ Donalda ciągle prześladują różne nieszczęścia, Goguś postanawia podarować mu swój kapelusz, sądząc, że nasiąkł on jego szczęściem. Początkowy uśmiech losu przeradza się w jeszcze większego pecha.                                 |
| 10    | Duchy pod poduchy         | Sknerus daje zadanie Donaldowi i siostrzeńcom – mają oni przygotować podupadły hotel pod wizytę klientów. A że jest on rzekomo nawiedzony, Donald postanawia zabawić się w egzorcystę.                                                       |
| 11    | Aleja gwiazd              | Donald próbuje zdobyć gwiazdę na kaczogrodziej Alei Gwiazd, gdzie najznakomitsi obywatele miasta mogą mieć własną gwiazdę. Niestety, by zdobyć upragnione miejsce na niej, trzeba wyróżniać się w jakiejś kategorii.                         |
| 12    | Śladami prehistorii       | Donald chce zostać archeologiem, by popisać się przed Siostrzeńcami. Trafia do programu telewizyjnego, gdzie pokazany jest jako przykład tego, czego nie powinien robić prawdziwy archeolog.                                                 |